# Niedźwiedź (Jedwabno)
Niedźwiedź (deutsch Malgaofen) ist ein untergegangener Ort in der polnischen Woiwodschaft Ermland-Masuren. Die Ortsstelle liegt im Gebiet der Landgemeinde Jedwabno (1938 bis 1945 Gedwangen) im Powiat Szczycieński (Kreis Ortelsburg).

## Geographische Lage
Die Ortsstelle Niedźwiedź liegt in der südlichen Mitte der Woiwodschaft Ermland-Masuren, 23 Kilometer nordöstlich der früheren Kreisstadt Neidenburg (polnisch Nidzica) bzw. 22 Kilometer südwestlich der heutigen Kreismetropole Szczytno (deutsch Ortelsburg). Zwei Landwege – heute nicht mehr zugänglich – führten bis in die 1950er Jahre in den Ort, wo sie sich kreuzten: Kot–Róklas und Małga–Puchałowo.

## Geschichte
Im Jahre 1403 wurde das Dorf Malgaofen (vor 1785 auch Malga Theer-Ofen) gegründet. Überregional bekannt wurde es aufgrund seines besonders hohen Raseneisenerzvorkommen. Zwischen 1874 und 1945 war Malgaofen in den Amtsbezirk Malga (polnisch Małga) im ostpreußischen Kreis Neidenburg eingegliedert.
259 Einwohner waren 1910 in Malgaofen gemeldet. Ihre Zahl belief sich 1933 auf 215 und 1939 noch auf 170.
In Kriegsfolge wurde Malgaofen 1945 mit dem gesamten südlichen Ostpreußen an Polen überstellt. Das Dorf erhielt die polnische Namensform „Niedźwiedź“ und war noch bis in die 1950er Jahre hinein besiedelt. Danach wurde es einem Truppenübungsplatz geopfert und gilt seither als aufgegeben.

## Soldatenfriedhof
In Malgaofen gibt es einen Soldatenfriedhof mit Gräbern für 14 deutsche und 166 russische Soldaten, die im Ersten Weltkrieg  gefallen sind.

## Kirche
Bis 1945 war Malgaofen in die evangelische Kirche Malga in der Kirchenprovinz Ostpreußen der Kirche der Altpreußischen Union sowie in die römisch-katholische Pfarrkirche Neidenburg im Bistum Ermland eingepfarrt.